# Brandon Iron

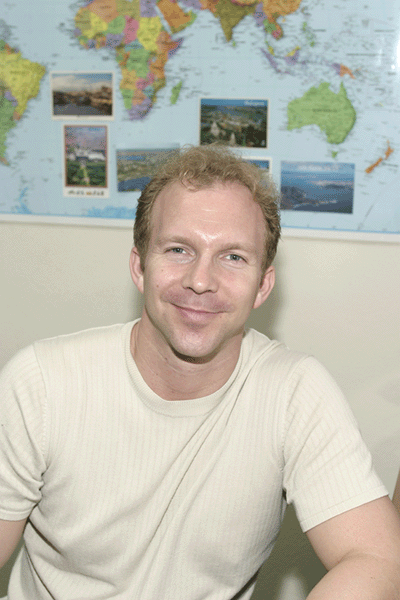
Brandon Iron (2006)

Brandon Iron (In älteren Filmen auch Brandon Irons und Alek James Hidell) (* 14. Juli 1968 in Calgary, Alberta; † Mitte April 2019 in Dublin, Irland) war ein kanadischer Pornodarsteller und -regisseur.

## Leben
Iron lebte und arbeitete lange Zeit im US-Bundesstaat Kalifornien, zuletzt in Irland. Er war der Erfinder der Video-Serien Slap Happy und I Love it Rough. Iron drehte viele Filme für Platinum X Pictures und produzierte nach der Beendigung seiner Tätigkeit als Darsteller mit seinem eigenen Label „Brandon Iron Productions“ eigene Pornofilme. Seine Filmproduktionen veröffentlichte er bei JM Productions. Seine Serie von Gonzo-Pornofilmen umfasst Baker's Dozen, Intensities in 10 Cities, A Good Source of Iron, I Love it Rough, Photographic Mammaries, Ten Little Piggies und 50 to 1.
Im Jahr 2006 riefen Braincash und Iron die Webseiten „covermyface.com“, „spermcocktail.com“ und „loadmymouth.com“ ins Leben. Allein in den auf der Website loadmymouth.com verfügbaren Videos betätigte sich Iron sexuell mit 402 Frauen, darunter mit prominenten Pornodarstellerinnen wie Gianna Michaels.
Iron starb im Frühjahr 2019 durch Suizid.

## Auszeichnungen
- 2000 AVN Award in der Kategorie „Best Group Sex Scene – Film“
- 2001 AVN Award in der Kategorie „Best Group Sex Scene – Film“
- 2002 XRCO Award in der Kategorie „Unsung Swordsman“
- 2008 AVN Award in der Kategorie „Best Anal Sex Scene, Video“